# Panowanie charyzmatyczne
Panowanie charyzmatyczne – pojęcie wprowadzone przez Maxa Webera na oznaczenie jednego z typów panowania występującego wówczas, gdy osoby powoływane są (lub same się powołują) do panowania dzięki ich własnej silnej, niekwestionowanej charyzmie. Poza panowaniem charyzmatycznym Weber wyróżnił także panowanie tradycyjne i panowanie legalne. 
Pojęcie to funkcjonuje niekiedy jako władza charyzmatyczna, choć sam Weber preferował pojęcie panowania (Herrschaft) jako bardziej precyzyjne z punktu widzenia socjologii.
Typ panowania charyzmatycznego charakterystyczny jest przede wszystkim dla społeczeństw pierwotnych, gdzie jednostką sprawującą władzę jest wódz, określany też mianem Wielkiego Człowieka, powoływany dla potrzeb wykonania bardziej skomplikowanych zadań, najczęściej związanych z łowiectwem.  
W przypadku społeczeństw nowoczesnych panowanie charyzmatyczne występować może w sytuacjach niecodziennych, gdy potrzeba szybkiego zrealizowania zadania, a w społeczeństwie nie ma zorganizowanych dla takich wypadków instytucjonalnych środków np. podczas organizowania strajków w zakładach pracy, przy organizowaniu pomocy dla ofiar katastrof itp. Ten typ władzy występuje także w przypadku nieformalnych liderów organizacji, którzy na członkach tych organizacji potrafią wymuszać określone działania i realizacje wskazywanych przez siebie celów.
Panowanie charyzmatyczne jest jednak nietrwałe i z czasem ulega spowszednieniu (rutynizacji) i przekształceniu w panowanie legalne lub panowanie tradycyjne.